# Takt og Tone
Takt og Tone – Om Omgang med Mennesker er titlen på en bog skrevet af Emma Gad i 1918, hvori hun lærer læseren, "hvordan vi omgås". Hendes pointe er, at når samværet foregår mellem hensynsfulde mennesker, er "takt og tone" unødvendig. Det er de ligeglade, egoistiske eller hensynsløse, der skaber behovet for en formel etikette.
Bogen er morsom og ganske afslappet efter tidens victorianske forventninger.
| Bog | Spire Denne artikel om bøger og tidsskrifter er en spire som bør udbygges. Du er velkommen til at hjælpe Wikipedia ved at udvide den. |